# Stadion Gaz Metan
Stadion Gaz Metan – wielofunkcyjny stadion w mieście Mediaș, w Rumunii. Obiekt może pomieścić 7814 widzów. Swoje spotkania rozgrywają na nim piłkarze drużyny Gaz Metan Mediaș.